# 大日本帝国憲法第8条
大日本帝国憲法第8条（だいにほん/だいにっぽん ていこくけんぽう だい8じょう）は、大日本帝国憲法第1章にある、勅令についての規定を示した条項である。この規定に基づく勅令の詳細は、緊急勅令の項を参照。

## 現代風の表記
1. 天皇は、公共の安全を保持し、又はその災厄を避けるため、緊急の必要により、帝国議会閉会の場合において、法律に代わる勅令を発する。
2. この勅令は、次の会期において、帝国議会に提出しなければならない。もし、議会において承諾しないときは、政府は、将来に向かってその効力を失うことを公布しなければならない。